# Sainte-Barbe (1885)
Sainte-Barbe – francuska kanonierka torpedowa z lat 80. XIX wieku, jedna z ośmiu zbudowanych jednostek typu Bombe. Okręt został zwodowany 10 października 1885 roku w stoczni Claparède w Le Petit-Quevilly, a do służby w Marine nationale przyjęto go w 1890 roku. Jednostka została skreślona z listy floty w 1911 roku i następnie złomowana.

## Projekt i budowa
Kanonierki torpedowe typu Bombe zaprojektowano jako niewielkie, jednokominowe jednostki o trzech masztach (początkowo z ożaglowaniem), z taranowymi dziobami, wystającymi rufaami i pochylonymi dośrodkowo burtami . Kadłuby jednostek wykonano ze stali.
„Sainte-Barbe” zbudowany został w stoczni Claparède . Stępkę okrętu położono w 1884 roku, a zwodowany został 10 października 1885 roku .

## Dane taktyczno–techniczne
Okręt był kanonierką torpedową o długości między pionami 59,2 metra, szerokości całkowitej 5,97 metra i maksymalnym zanurzeniu 3,17 metra . Wyporność normalna wynosiła 430 ton. Okręt napędzany był przez dwie pionowe maszyny parowe o łącznej mocy 1800 KM, do których parę dostarczały cztery kotły lokomotywowe . Maksymalna prędkość napędzanej dwiema śrubami jednostki wynosiła 18–19 węzłów . Okręt zabierał maksymalnie 108 ton węgla .
Uzbrojenie artyleryjskie jednostki składało się początkowo z dwóch pojedynczych dział Hotchkiss M1885 L/40 kalibru 47 mm, umieszczonych na dziobie i rufie oraz pięciu rewolwerowych działek kal. 37 mm M1885 L/20 . Okręt wyposażony był w dwie pojedyncze nadwodne wyrzutnie torped kal. 350 mm .
Opancerzenie obejmowało jedynie nadbudówkę, która miała stalowe ściany o grubości 13 mm .
Załoga okrętu składała się z 70 oficerów, podoficerów i marynarzy .

## Służba
„Sainte-Barbe” został przyjęty do służby w Marine nationale w 1890 roku . W latach 90. XIX wieku sprawiające problemy kotły lokomotywowe wymieniono na kotły Guyot du Temple . Dokonano też modernizacji uzbrojenia okrętu, montując na sponsonach w miejscu dwóch rewolwerowych działek kal. 37 mm dwa działa kal. 47 mm. Jednostka została wycofana ze służby w 1911 roku, a następnie złomowana.